# Božičany
Božičany är en ort i Tjeckien.   Den ligger i regionen Karlovy Vary, i den västra delen av landet, 120 km väster om huvudstaden Prag. Božičany ligger 425 meter över havet och antalet invånare är 623.
Terrängen runt Božičany är kuperad norrut, men söderut är den platt.Runt Božičany är det tätbefolkat, med 881 invånare per kvadratkilometer. Närmaste större samhälle är Karlovy Vary, 7,8 km öster om Božičany. Omgivningarna runt Božičany är en mosaik av jordbruksmark och naturlig växtlighet.